# Miktoniscus deharvengi
Miktoniscus deharvengi es una especie de crustáceo isópodo terrestre de la familia Trichoniscidae.

## Distribución geográfica
Son endémicos del sur de la España peninsular.